# Юркевич, Виктор Дмитриевич
Виктор Дмитриевич Юркевич (26 декабря 1898, Александрополь — 11 сентября 1939, посёлок Адак, Воркутлаг, Коми АССР) — украинский историк, специалист в области истории городов и сёл Украины, а также социально-экономической истории Украины XVII века. Ученик М. С. Грушевского.

## Биография
Виктор Юркевич родился 26 декабря 1898 года в Александрополе (ныне — Гюмри).
С 1917 по 1918 годы учился в Московском университете на естественном отделении физико-математического факультета.
С 1918 по 1919 годы учился в Киевском университете на историческо-филологическом университете.
С 1921 по 1923 годы учился Киевском институте народного образования.
С 1922 по 1933 годы работал в ВУАН. С 1922 по 1933 годы был сотрудником Историко-географической комиссии; с 1925 по 1926 годы — кандидат в аспиранты; с 1926 по 1929 — аспирант; с 1929 по 1930 года — научный сотрудник Научно-исследовательской кафедры истории Украины М. С. Грушевского; с 1930 по 1933 годы возглавлял Комиссию казаччины; с 1926 по 1929 годы — сотрудник Комиссии Левобережной Украины, Старой истории Украины; с 1927 по 1930 годы — научный сотрудник и секретарь Комиссии новой украинской историографии; с 1930 по 1933 годы — сотрудник Комиссии по изучению социально-экономической истории Украины; с 1934 года — научный сотрудник Историко-археографического института.
С 1923 по 1926 годы преподавал в школах.
В 1929 году защитил промоцийную работу «Эмиграция на восток и заселение Слобожанщины во времена Б. Хмельницкого».
В 1934 году арестован и уволен из ВУАН.
В 1937 году снова арестован, осуждён на 10 лет заключения в концлагере. Умер в заключении в посёлке Адак.
Реабилитирован в 1960 году.

## Научная деятельность
Опубликовал и подготовил в рукописях около 30 научных трудов.
Основные работы:
- Розшуки в Н.-Сіверській окрузі (укр.) // Коротке звідомлення Всеукраїнського археологічного комітету за археологічні досліди року 1925. — Київ, 1926. — С. 96—99. Архивировано 10 марта 2022 года.
- До студій Максимовича з історії старого Києва (укр.) // Київ та його околиця в історії і пам’ятках  / під ред. М. Грушевського. — Київ: Державне видавництво України, 1926. — С. 341—349.
- Селянські переходи та пограничні комісії половини ХVIII в. (укр.) // Записки історично-філологічного відділу  / гол. ред. А. Кримський. — Київ: УАН, 1926. — Т. VII—VIII. — С. 225—241.
- Звиногородщина в XV—XVI вв. (укр.) // Історично-географічний збірник  / за ред. О. Грушевського. — Київ: УАН, 1927. — Т. I. — С. 13—22.
- Київський перепис 1666 р. (укр.) // Україна  / під ред. М. Грушевського. — Київ: Державне видавництво України, 1928. — Вип. 3 (28). — С. 27—39.
- Харківський перепис р. 1660 (перепис Слобожанщини Ф. Т. Пестрикова й С. С. Ушакова) (укр.) // Записки історично-філологічного відділу. — Київ: ВУАН, 1928. — Т. XX. — С. 129—173.
- Романівка на Київщині (укр.) // Історично-географічний збірник  / за ред. О. Грушевського. — Київ: ВУАН, 1929. — Т. III. — С. 129—134.
- Еміґрація на схід і залюднення Слобожанщини за Б. Хмельницького (укр.). — Київ: ВУАН, 1932. — 188 с.